# Клодо, Жан-Батист
Жан-Батист Клодо, называемый также Клодо из Нанси (фр. Jean-Baptiste Claudot; 1733, Бадонвиллер, Лотарингия — 27 декабря 1805, Нанси, Франция) — французский живописец-пейзажист и художник-декоратор периода романтизма. Романист. Специализировался на изображении руин древних зданий.

## Биография
Жан-Батист Клодо родился в 1733 году в герцогстве Лотарингия в небольшом городке Бадонвиллер, в аристократической семье адвоката, члена парламента Нанси. Он был учеником лотарингского художника Жана Жирарде (1709—1778) и Андре Жоли.
Несмотря на многочисленные заказы на картины, в основном на библейские сюжеты, в 1767 году Жан-Батист отправился в Париж, чтобы завершить обучение. Там он стал помощником и другом живописца Клода-Жозефа Верне. Его уговаривали остаться в Париже, но Клодо в 1769 году вернулся домой, В Лотарингию.
Основные произведения художника — это романтические пейзажи с античными руинами, подобные картинам венецианских живописцев XVII века. Его пейзажи были вдохновлены ведутами Венеции и произведениями его современника Юбера Робера.
Другое направление творчества Жана-Батиста Клодо — пейзажи лотарингских городов: Нанси, Люневиль, Байон, Мец и Понт-а-Муссон. Клодо одним из первых французских живописцев стал изображать замки по заказам их владельцев, переняв таким образом английскую традицию.
Среди его учеников были Жан Батист Изабе и Жан-Батист Жак Огюстен. Несколько работ художника экспонируются в Музее изящных искусств Нанси.

## Галерея

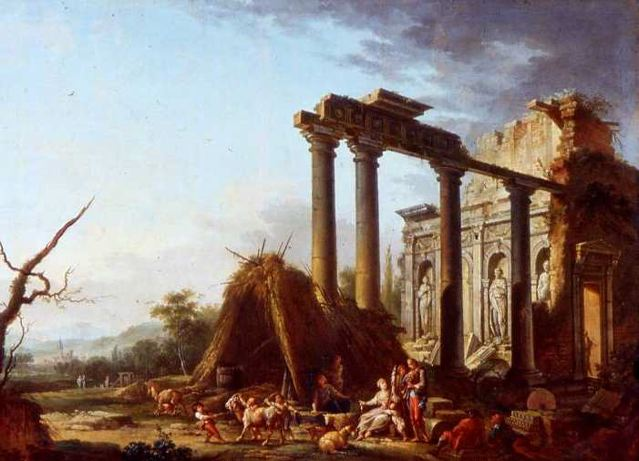
Руины колоннады. 1764
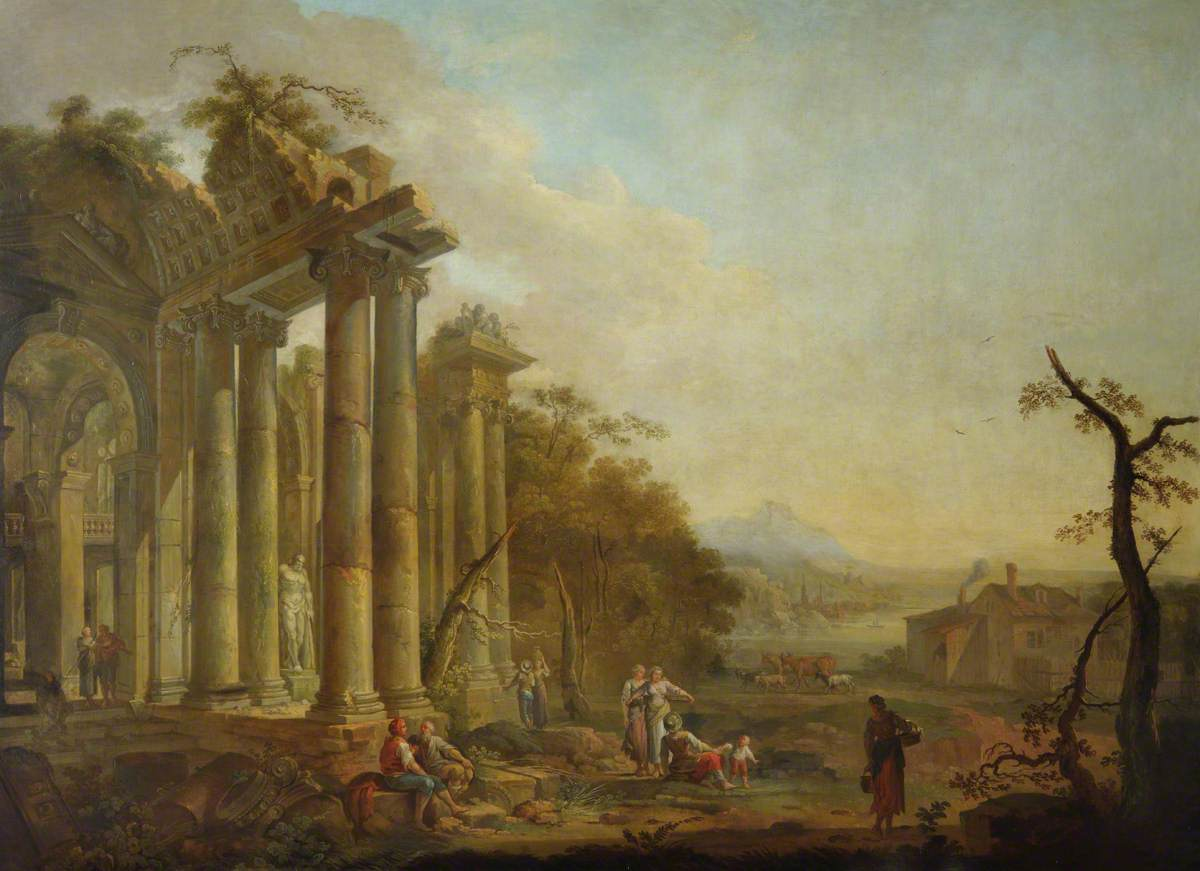
Фигуры с руинами и статуей Геркулеса Фарнезского. Между 1770 и 1779. Холст, масло. Национальный фонд, Великобритания
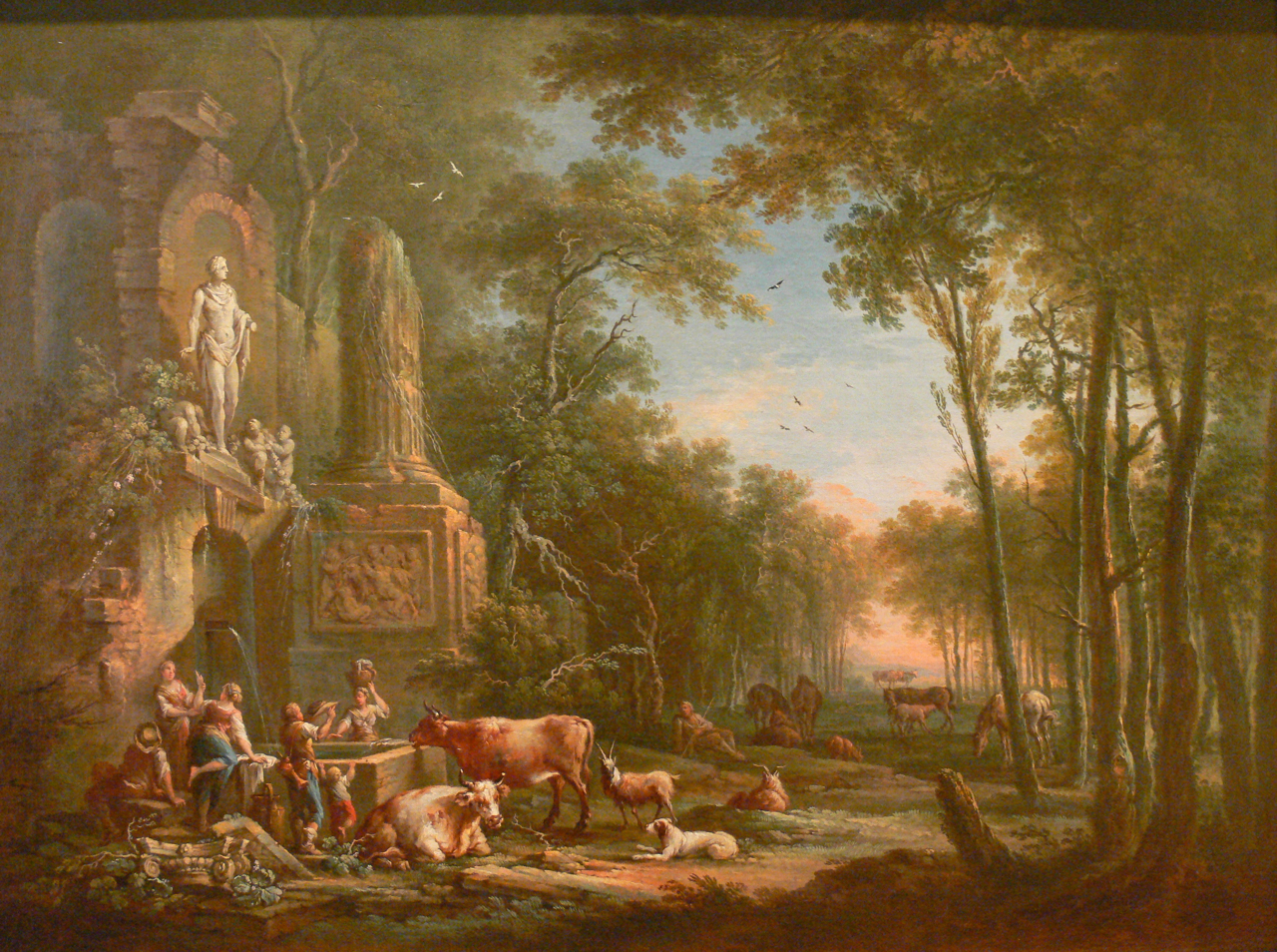
Пастбище. 1764. Холст, масло. Музей изящных искусств, Нанси
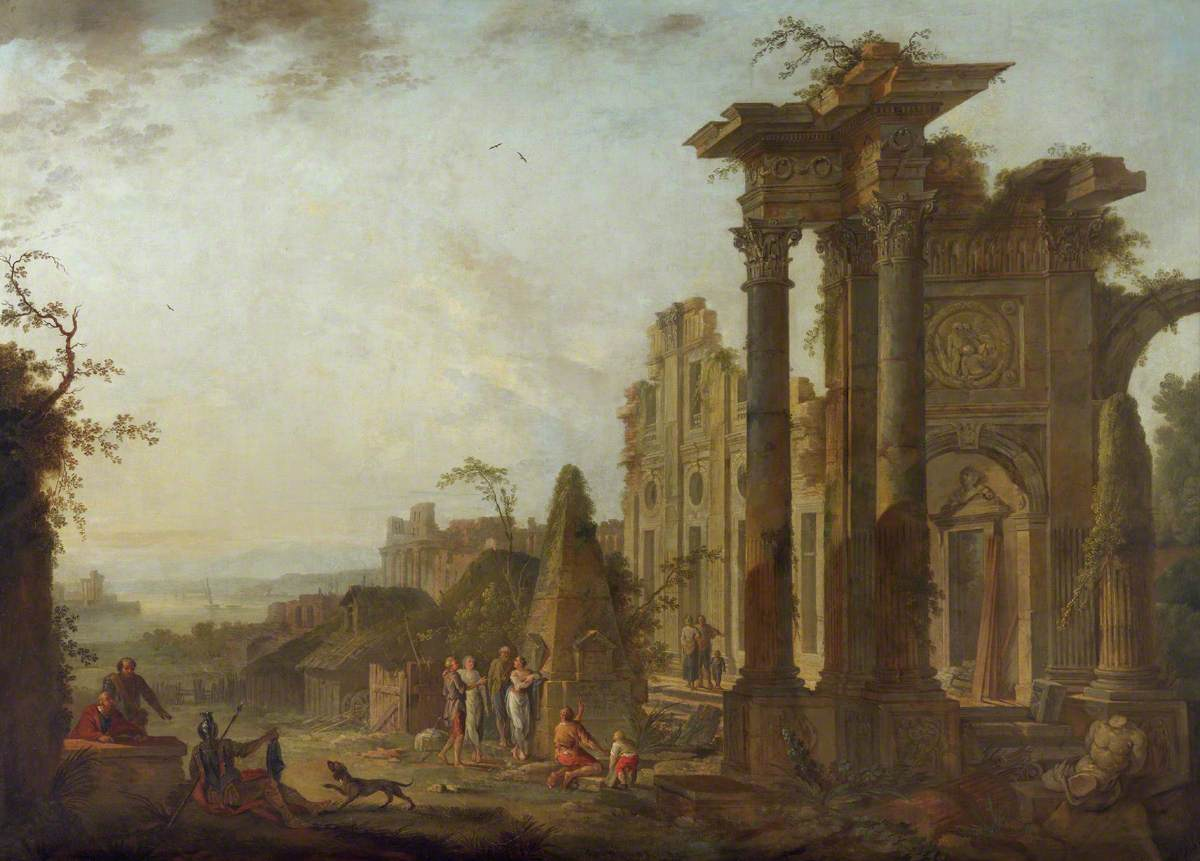
Античные руины с фигурами и пирамидой. Между 1770 и 1779. Холст, масло. Национальный фонд, Великобритания
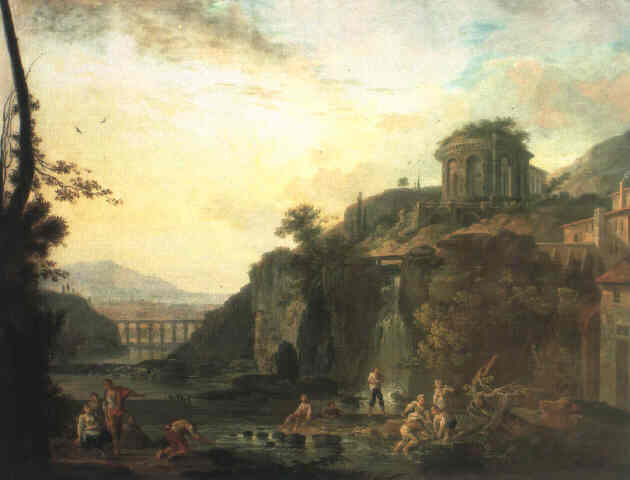
Римский пейзаж с рыбаками и купальщиками у водопада. Холст, масло. Частное собрание
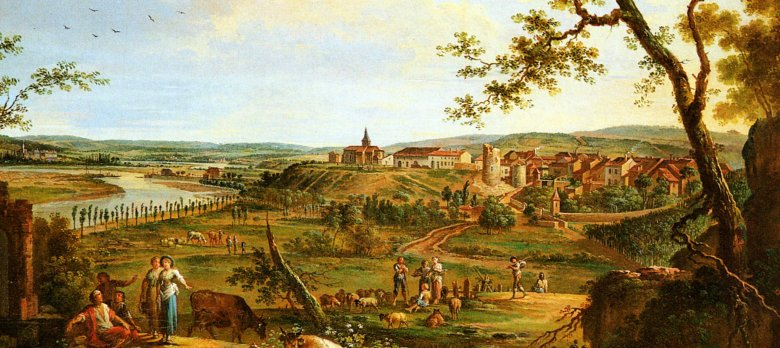
Байон и Мозель. Ок. 1800. Частное собрание

## Ретроспективные выставки
В 2006 году в Музее изящных искусств Нанси прошла выставка: «Жан-Батист Клодо. Чувство лотарингского пейзажа XVIII века» (Jean-Baptiste Claudot, Le sentiment du paysage en Lorraine au XVIIIe siècle).